# Walter Komorowski
Walter Komorowski (* 17. Juli 1926; † 1. Januar 1986) war ein deutscher Fußballspieler, der von 1949 bis 1958 bei den Vereinen SpVgg Erkenschwick und VfL Osnabrück in den Fußball-Oberligen West und Nord insgesamt 237 Ligaspiele absolviert und dabei als Defensivspieler auch elf Tore erzielt hat.

## Laufbahn

### Bochum und Erkenschwick, bis 1951
Bis Sommer 1949 spielte der eisenharte Zweikämpfer bei Westfalia Bochum im westfälischen Amateurbereich. Als er mit Westfalia in der Saison 1948/49 in der Bezirksliga Staffel 2 Bochum den 2. Platz erreichte, wurde der als Bergmann seinen Lebensunterhalt verdienende Defensivspieler vom Erkenschwicker Oberligastar Julius Ludorf entdeckt und zur Mannschaft vom Stimbergstadion geholt. Komorowski debütierte am Rundenstarttag, dem 4. September 1949, bei einem 2:1-Auswärtserfolg beim FV Duisburg 08 als Verteidiger in der Oberliga West. Spielertrainer Willy Jürissen hütete das Tor und der 17-fache Rundentorschütze „Jule“ Ludorf führte den Angriff der Rot-Schwarzen von der Zeche Ewald aus dem nördlichen Ruhrgebiet an. Die Spielvereinigung belegte 1949/50 den 7. Rang und Komorowski hatte 26 Ligaspiele bestritten. Mit dem letzten Rundenspiel, am 22. April 1951, bei einem 1:1 bei Alemannia Aachen, beendete der Abwehrspieler seine zwei Runden in Erkenschwick. Er wechselte zur Saison 1951/52 zum VfL Osnabrück in die Oberliga Nord, wo er die Nachfolge von Friedel „Schimmel“ Meyer als Abwehrchef antrat. Seine überdurchschnittlichen Leistungen hatten den Abwehrstrategen in die westdeutsche Auswahl geführt, welche am 18. März 1951 in Duisburg das Repräsentativspiel mit 0:4 gegen Süddeutschland verloren hatte. Er wird auch als linker Verteidiger im „Revier-Team der Saison 1950/51“ im Lexikon des Revier-Fußballs geführt.

### Osnabrück, 1951 bis 1958
Der VfL Osnabrück hatte in der Saison 1950/51 den 4. Platz in der Oberliga Nord belegt. Mit der Standardläuferreihe Karl-Heinz Gehmlich, Neuzugang „Charly“ Komorowski und Erich Gleixner wurde in der Saison 1951/52 die Vizemeisterschaft in der Oberliga Nord erreicht, und das nach einem bescheidenen Start mit 7:7 Punkten. Beim Serienmeister Hamburger SV wurde das Hinspiel mit 2:5 verloren, vor 28.000 Zuschauern in der imponierend besetzten Bremer Brücke am 24. Februar im Heimspiel ein 4:4 abgetrotzt. Die VfL-Anhänger bewunderten bei Komorowski seine kompromisslose und faire Härte, sein Kopfballspiel und seine damals so wichtigen „Befreiungsschläge“. Er war ein Ausputzer im besten Sinne des damaligen Spielverständnisses. In der Endrunde um die deutsche Fußballmeisterschaft schlug der Nordvize gegen die Konkurrenten VfB Stuttgart, Rot-Weiss Essen und Tennis Borussia Berlin eine gute Klinge. Gegen den späteren Deutschen Meister VfB Stuttgart startete man in die Gruppenphase mit einem torlosen Remis am 27. April vor 30.000 Zuschauern an der Bremer Brücke. In der Läuferreihe trat der VfL mit Gehmlich, Komorowski und Gleixner in allen sechs Endrundenspielen an. Der 3:2-Heimerfolg gegen den starken Westmeister Rot-Weiss Essen mit deren herausragenden Offensivkräften wie Helmut Rahn, Kurt Zaro, August Gottschalk und Bernhard Termath war eine vielbeachtete Leistung.
Als die Lila-Weißen in der Saison 1953/54 nach 28 Ligaspielen und einer 1:2-Auswärtsniederlage bei St. Pauli mit 23:33 Punkten auf dem 14. Rang standen, war die Abstiegsgefahr mehr als bedrohlich. Acht Tage später, am 4. April, musste Komorowski mit seinen Mannschaftskameraden beim weit enteilten Tabellenführer Hannover 96 antreten. In Hannover glückte ein unerwarteter 2:1-Erfolg; Abwehrchef Komorowski war dabei einer der Garanten des Klassenerhaltes. In dieser sportlich sehr schwierigen Saison kam der Osnabrücker Abwehrchef zu zwei Einsätzen in der Auswahl von Norddeutschland: Am 21. November 1953 in Hamburg gegen die deutsche B-Nationalmannschaft (1:5) und am 26. Mai 1954 in Osnabrück bei einem 3:1-Erfolg gegen Nordholland. Mit dem Einsatz am 6. April 1958 bei Eintracht Braunschweig (0:3) endete die Spielerlaufbahn des Mannes aus Bochum nach 184 Ligaeinsätzen (10 Tore) für den VfL Osnabrück in der Oberliga Nord. Der Kopfballspezialist war als defensiver Mittelläufer beim VfL zu enormer Popularität gelangt und wurde auch als „eiserner Vorhang“ betitelt.
Nach seiner aktiven Laufbahn war er über Jahre Amateurtrainer des VfL und betreute als Interimstrainer mehrere Male die Vertragsspielermannschaft in der Regionalliga Nord: In der Saison 1963/64 sprang er ab Oktober 1963 bis zum Rundenende für Emil Iszo ein; in der Saison 1965/66 war er von Januar bis März 1966 nach der Entlassung von Karl-Heinz Marotzke wiederum als Cheftrainer kurzzeitig aktiv und schließlich vertrat er nochmals 1969/70 im Juni und Juli den beurlaubten Radoslav Momirski. Neben dem VfL übte er noch das Traineramt bei TuS Haste 01, Tura Melle und dem VfB Schinkel aus, wo auch seine Söhne spielten und die Familie Komorowski heimisch wurde.

## Ehrungen
Vom VfL Osnabrück wurde Walter „Charly“ Komorowski 1986 mit der goldenen Ehrennadel ausgezeichnet.